# Philippe Rogier
Philippe Rogier (Atrecht, 1561 - 29 februari 1596) is een Vlaamse polyfonist uit de renaissance.

## Biografie

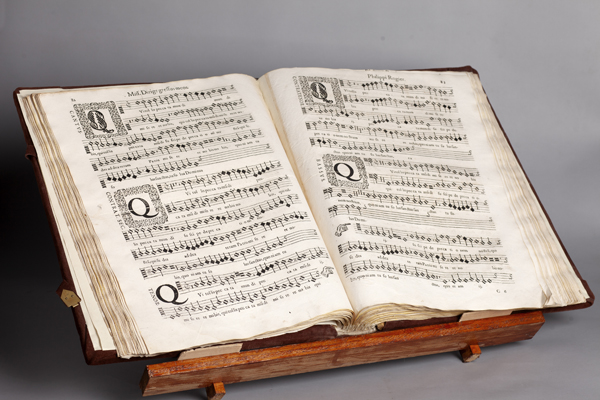
Polyfone mis van Rogier in Museo Parroquial, Pastrana

Over zijn vormingsjaren is niets bekend. Wel is bekend dat Phillipe Rogier, wanneer hij bij het Madrileense hof in dienst treedt, in 1575 een bijkomende opleiding krijgt tot aan zijn volwassenheid. In 1588 wordt hij gepromoveerd tot zangmeester aan de kapel van Filips II van Spanje. Hij behoudt die functie tot aan zijn dood in 1596. Philippe Rogier past in de lange polyfone traditie van de Franco-Vlaamse school van componisten van de Renaissance, met dien verstande dat hij evolueert van de complexiteit van de polyfonie naar de stijl van de opkomende barok. Rogier liet een ontzaglijke productie na: missen, motetten, antifonen, responsoria, magnificats, chansons en een honderdtal villancicos. De composities van Philippe Rogier werden zowel in Spanje als in Portugal gewaardeerd. Zijn werken hebben een onmiskenbare invloed uitgeoefend op componisten en theoretici van het Iberisch Schiereiland. Voor de ene was het een inspiratiebron, de andere verwees ernaar in zijn traktaten.